# Томас, Майкл (скрипач)
Майкл Томас (англ. Michael Thomas; род. 1960, Мидлсбро) — британский скрипач.
Начал играть на скрипке в возрасте девяти лет и уже в 11-летнем возрасте был приглашён в состав юношеского оркестра. Занимался в разное время в мастер-классах Шандора Вега и Золтана Секея. Учился также дирижированию у Тимоти Рениша.
Известен прежде всего как многолетняя первая скрипка Квартета имени Бродского, созданного ещё в 1972 г., в бытность всех его участников студентами Королевского Северного колледжа музыки; среди партнёров Томаса была и его сестра, виолончелистка Жаклин Томас.
В составе квартета Томас добился разнообразных выдающихся успехов: музыканты стали лауреатами конкурсов ансамблистов в Портсмуте (1979) и Эвиане (1980 и 1981), первым музыкальным коллективом in residence в Кембриджском университете (1985), были удостоены награды Королевского филармонического общества за вклад в мировую музыку (1998), осуществили множество значительных записей. По мнению некоторых критиков, именно Томас был наиболее активной движущей силой в курсе квартета на сотрудничество с известными поп-музыкантами — в частности, с Элвисом Костелло, вместе с которым квартет записал альбом «Письма Джульетты» (англ. The Juliet Letters; 1993). По словам самого Томаса, «мы очень серьёзно относимся к артистической и музыкальной стороне своей работы, но мы всегда думаем о том, чтобы сделать её более доступной». Томас написал также несколько пьес для квартета — в частности, «Harold In Islington» и «Variations on a Theme of Banjo Patterson» для альбома «Lament» (1994).
В 1999 году Томас покинул Квартет имени Бродского. После этого он играл в Гринвичском квартете, в качестве дирижёра руководил Камерным оркестром Андалузии, Молодёжным оркестром Андалузии (2000—2011), Камерным оркестром острова Менорка, преподавал в Великобритании и Австралии. Композиторское наследие Томаса включает концерт для виолончели с оркестром, 12 струнных квартетов, песни, музыку для кино и телевидения.